# Изпълнителен офис на президента на САЩ
Изпълнителният офис на президента на САЩ (на английски: Executive Office of the President; съкратено EOP или EOPOTUS), понякога Администрация на президента на САЩ, наричан също Мозъчен тръст (Brain Trust), е орган на държавната власт в Съединените американски щати, подчинен непосредствено на президента на САЩ.
Включва неговите помощници и съветници по разни въпроси. Оглавява се от началника на кабинета на Белия дом – понастоящем Денис Макдоноу.
Офисът е създаден от президента Франклин Делано Рузвелт през 1939 година чрез обединяване на служби на Белия дом въз основа на гласувания от Конгреса Акт за реорганизацията, препоръчана преди това от Комитета Бронлоун. Оттогава съставът на Офиса не престава да нараства, като днес достига еквивалента на 1800 души на пълен работен ден, които работят в Източното и Западното крила на Белия дом и в съседната Сграда Айзенхауер.
Основният състав на Изпълнителния офис е разделен на 3 степени:
- помощници на президента (assistants to the President);
- заместник-помощници на президента (deputy assistants to the President);
- специални помощници на президента (special assistants to the President).